# South Brent
South Brent är en by och en civil parish i South Hams i Devon i England. Orten har 2 847 invånare (2001). Byn nämndes i Domedagsboken (Domesday Book) år 1086, och kallades då Brenta / Brente.